# Armando Guascone
Armando Guascone (fl. XII secolo) è stato un anatomista italiano.
Insegnante all'Università di Bologna, viene considerato il primo medico di cui si abbia traccia nella storia ad avere coltivato l'arte e l'insegnamento dell'anatomia umana moderna, a partire dal 1151, anticipando la scuola di Mondino de' Liuzzi.